# Arabis soyeri
Arabis soyeri là một loài thực vật có hoa trong họ Cải. Loài này được Reut. & Huet mô tả khoa học đầu tiên năm 1853.